# پور، ان
پور، ان (به فرانسوی: Port) یک کمون در فرانسه است که در ان (فرانسه) واقع شده‌است.

## خصوصیات
پور ۴٫۲۵ کیلومترمربع مساحت و ۸۶۸ نفر جمعیت دارد و ۴۶۵ متر بالاتر از سطح دریا واقع شده‌است.